# 早瀬猛
早瀬 猛（はやせ たけし）は、日本の元プロ野球選手、競艇選手。

## 経歴
岡山県出身。玉島商業卒業。

### 野球選手として
1947年、22歳の時に岡山鉄道局から阪急ベアーズ（レギュラーシーズン開幕時に阪急ブレーブスに改称）に入団した。
しかし、同年に国民野球連盟の結城ブレーブスに移籍した。

### 競艇選手として
その後、競艇選手に転向し、1953年に選手登録された（第757号）。選手登録後に早瀬 薫平（はやせ くんぺい）に改名した。1963年（昭和38年）時点では桐生に所属し、第9回関東地区選手権大会で2位となっている。
2022年に元プロ野球選手である野田昇吾がボートレーサーとなり、早瀬以来69年ぶりのプロ野球選手から競艇選手（ボートレーサー）への転向となった。